# Ophiactis tyleri
Ophiactis tyleri är en ormstjärneart som beskrevs av Sabine Stöhr och Segonzac 2005.
Ophiactis tyleri ingår i släktet Ophiactis och familjen bandormstjärnor. Inga underarter finns listade i Catalogue of Life.